# العلاقات الأردنية الكونغوية
العلاقات الأردنية الكونغولية هي العلاقات الثنائية التي تجمع بين الأردن وجمهورية الكونغو.

## مقارنة بين البلدين
هذه مقارنة عامة ومرجعية للدولتين:
| وجه المقارنة                                              | الأردن                   | [[تصنيف:صفحات تستخدم رمز علم غير موجود\|]] جمهورية الكونغو |
| --------------------------------------------------------- | ------------------------ | ---------------------------------------------------------- |
| المساحة (كم2)                                             | 89.34 ألف                | 342.00 ألف                                                 |
| عدد السكان (نسمة)                                         | 9.81 مليون               | 5.26 مليون                                                 |
| الكثافة السكانية (ن./كم²)                                 | 109.81                   | 15.38                                                      |
| العاصمة                                                   | عمان                     | برازافيل                                                   |
| اللغة الرسمية                                             | اللغة العربية            | لغة فرنسية                                                 |
| العملة                                                    | دينار أردني              | فرنك وسط أفريقي                                            |
| الناتج المحلي الإجمالي (بليون دولار)                      | 40.07 مليار              | 8.72 مليار                                                 |
| الناتج المحلي الإجمالي (تعادل القوة الشرائية) بليون دولار | 82.80 مليار              | 29.48 مليار                                                |
| الناتج المحلي الإجمالي الاسمي للفرد دولار أمريكي          | 4.94 ألف                 | 1.85 ألف                                                   |
| الناتج المحلي الإجمالي للفرد دولار أمريكي                 | 12.05 ألف                |                                                            |
| مؤشر التنمية البشرية                                      | 0.748                    | 0.591                                                      |
| رمز المكالمات الدولي                                      | +962                     | +242                                                       |
| رمز الإنترنت                                              | .jo                      | .cg                                                        |
| المنطقة الزمنية                                           | ت ع م+02:00، ت ع م+03:00 | ت ع م+01:00                                                |

## منظمات دولية مشتركة
يشترك البلدان في عضوية مجموعة من المنظمات الدولية، منها:
| علم المنظمة | اسم المنظمة                               | تاريخ انضمام الأردن | تاريخ انضمام جمهورية الكونغو |
| ----------- | ----------------------------------------- | ------------------- | ---------------------------- |
|             | البنك الدولي للإنشاء والتعمير             | 29 أغسطس 1952       | 10 يوليو 1963                |
|             | يونسكو                                    | 14 يونيو 1950       | 24 أكتوبر 1960               |
|             | منظمة التجارة العالمية                    | ?                   | ?                            |
|             | وكالة ضمان الاستثمار متعدد الأطراف        | 12 أبريل 1988       | 16 أكتوبر 1991               |
|             | منظمة الشرطة الجنائية الدولية             | ?                   | ?                            |
|             | مؤسسة التمويل الدولية                     | 20 يوليو 1956       | 1 أكتوبر 1980                |
|             | الأمم المتحدة                             | 14 ديسمبر 1955      | 20 سبتمبر 1960               |
|             | مؤسسة التنمية الدولية                     | 4 أكتوبر 1960       | 8 نوفمبر 1963                |
|             | منظمة حظر الأسلحة الكيميائية              | ?                   | ?                            |
|             | المركز الدولي لتسوية المنازعات الاستشارية | 29 نوفمبر 1972      | 14 أكتوبر 1966               |

## وصلات خارجية
- موقع وزارة الخارجية الأردنية